# Вількув-Сьредзький
Вількув-Сьредзький (пол. Wilków Średzki, нім. Wilkau-Zopkendorf) — село в Польщі, у гміні Костомлоти Сьредського повіту Нижньосілезького воєводства.
Населення — 425 осіб (2011).
У 1975-1998 роках село належало до Вроцлавського воєводства.

## Демографія
Демографічна структура станом на 31 березня 2011 року:
|          | Загалом | Допрацездатний вік | Працездатний вік | Постпрацездатний вік |
| -------- | ------- | ------------------ | ---------------- | -------------------- |
| Чоловіки | 209     | 50                 | 146              | 13                   |
| Жінки    | 216     | 42                 | 131              | 43                   |
| Разом    | 425     | 92                 | 277              | 56                   |